# Campionato nordamericano maschile di pallavolo 2003
Il XVIII campionato nordamericano maschile di pallavolo si è svolto dal 25 al 30 settembre 2003 a Culiacán, in Messico. Al torneo hanno partecipato 7 squadre nazionali nordamericane e la vittoria finale è andata per la quinta volta agli Stati Uniti.

## Gironi
| Girone A               | Girone B                             |
| ---------------------- | ------------------------------------ |
| Canada Cuba Porto Rico | Guatemala Messico Panama Stati Uniti |

## Fase finale

### Finali 1º e 3º posto
|  | Quarti     | Quarti  |             |         | Semifinale         | Semifinale         |  |  | Finale 1º/2º posto | Finale 1º/2º posto |
|  |            |         |             |         |                    |                    |  |  |                    |                    |
|  |            |         |             |         |                    |                    |  |  |                    |                    |
|  |            |         |             |         |                    |                    |  |  |                    |                    |
|  | -          | -       |             |         |                    |                    |  |  |                    |                    |
|  | -          | -       |             |         |                    |                    |  |  |                    |                    |
|  | -          | -       |             |         |                    |                    |  |  |                    |                    |
|  | -          | -       | Canada      | 3       |                    |                    |  |  |                    |                    |
|  |            |         | Canada      | 3       |                    |                    |  |  |                    |                    |
|  |            | Messico | 1           |         |                    |                    |  |  |                    |                    |
|  | Messico    | Messico | 1           | 3       |                    |                    |  |  |                    |                    |
|  | Messico    |         |             | 3       |                    |                    |  |  |                    |                    |
|  | Porto Rico | 2       |             |         |                    |                    |  |  |                    |                    |
|  | Porto Rico | 2       | Stati Uniti | 3       |                    |                    |  |  |                    |                    |
|  |            |         | Stati Uniti | 3       |                    |                    |  |  |                    |                    |
|  |            | Canada  | 1           |         |                    |                    |  |  |                    |                    |
|  | -          | Canada  | 1           | -       |                    |                    |  |  |                    |                    |
|  | -          |         |             | -       |                    |                    |  |  |                    |                    |
|  | -          | -       |             |         |                    |                    |  |  |                    |                    |
|  | -          | -       | Stati Uniti | 3       | Finale 3º/4º posto | Finale 3º/4º posto |  |  |                    |                    |
|  |            |         | Stati Uniti | 3       | Finale 3º/4º posto | Finale 3º/4º posto |  |  |                    |                    |
|  |            | Cuba    | 1           |         |                    |                    |  |  |                    |                    |
|  | Cuba       | Cuba    | 1           | 3       | Cuba               | 3                  |  |  |                    |                    |
|  | Cuba       |         |             | 3       | Cuba               | 3                  |  |  |                    |                    |
|  | Panama     | 1       |             | Messico | 0                  |                    |  |  |                    |                    |
|  | Panama     | 1       |             |         | 0                  |                    |  |  |                    |                    |
|  |            |         |             |         |                    |                    |  |  |                    |                    |
|  |            |         |             |         |                    |                    |  |  |                    |                    |

## Classifica finale
| Classifica | Squadre     | Qualificazione       |
| ---------- | ----------- | -------------------- |
|            | Stati Uniti | Coppa del Mondo 2003 |
|            | Canada      | Coppa del Mondo 2003 |
|            | Cuba        |                      |
| 4          | Messico     |                      |
| 5          | Porto Rico  |                      |
| 6          | Panama      |                      |
| 7          | Guatemala   |                      |